# Bataille de Carnac
Chouannerie
La bataille de Carnac se déroula pendant la Chouannerie, lors de l'expédition de Quiberon, en 1795, durant la Révolution française.

## La bataille
Le 6 juillet les généraux républicains Jean Humbert, Jean Valletaux et  Louis Lemoine lancèrent l'attaque respectivement sur Erdeven, Ploemel et Carnac.
Les chouans demandèrent de l'aide aux émigrés, d'Hervilly envoya alors son régiment ainsi que le Loyal Emigrant mais il lança rapidement un contre-ordre et les émigrés se replièrent.
La bataille sombra dans le chaos : 30 000 civils, habitants du pays ou famille des chouans, se trouvaient entre les lignes républicains et royalistes. Certains cherchèrent à franchir les lignes républicains, d'autres, plus nombreux, fuirent vers la presqu'île au sud chercher la protection du fort Penthièvre. La bataille fut acharnée et aucun des deux camps ne prit l'avantage ; la tombée de la nuit mit fin aux affrontements.
Le 7 juillet au matin, les royalistes prirent la décision d'entamer une retraite progressive sur la presqu'île de Quiberon afin de s'abriter vers le fort Penthièvre. Les républicains ne leur laissèrent pas le temps d'effectuer cette manœuvre en bon ordre ; les défenses des chouans cédèrent dans la matinée et leurs lignes furent percées à l'est : Carnac fut pris, puis le bourg de Plouharnel ; les chouans à Erdeven et Ploemel étaient en passe d'être encerclés. Le sort de la bataille se jouait alors à Sainte-Barbe, petit village situé dans la commune de Plouharnel. Pendant que les troupes de Tinténiac et Vauban retraitaient sur Quiberon sur une fine bande de terre, Cadoudal et Rohu tentaient de retenir l'offensive républicaine. Le temps était d'autant plus compté que la marée montait. Les républicains avaient l'opportunité d'encercler les chouans et de les écraser mais Cadoudal et Rohu parvinrent à résister suffisamment longtemps pour permettre l'évacuation, puis ils se replièrent à leur tour et se mirent à l'abri dans la fort Penthièvre.
| « L'armée fut occupée, le 4, à rétablir la communication entre Vannes, Auray et Hennebon ; son opération a parfaitement réussi, et les ennemis ont été renfermés entre les rivières de Tel et de l'Auray, dont les rives furent gardées à l'instant, nous ayant en tête et la mère derrière eux. Nos forces ayant été portées, le 5, à treize mille hommes, marchèrent hier à l'ennemi qui ne jugea pas à propos de nous attendre. Les brigades des généraux Humbert et Lemoine purent seules donner, elles le firent très bien. Leur fermeté et la bonté de leurs manœuvres obligèrent l'ennemi de se renfermer dans Quiberon. » — Lazare Hoche, rapport au Comité de salut public, le 7 juillet 1795 à Sainte-Barbe. |

| « Le général et moi avons rejoint l'armée hier matin, à quatre heures, dans la lande de Ploemel, près Auray. Peu de temps après, elle s'est mise en marche ; elle a été sans rencontre jusqu'à Plouharnel et Carnac ; mais là, elle y a trouvé l'ennemi. Du premier endroit où il était, il a été poursuivi jusqu'à Quiberon par le général Humbert ; mais le fort nous a empêchés d'aller plus loin, et nous a forcés de nous retirer sur la falaise. A Carnac, il n'y avait qu'un petit poste qui a été bientôt enlevé. L'ennemi a perdu beaucoup de monde. [...] Hier les républicains ont pris un obusier, des obus, des armes, des habillements. » — Brue, lettre aux représentants Topsent et Guermeur, le 7 juillet 1795 à Plouharnel. |

| « Je fus laissé paisiblement dans mon poste de Sainte-Barbe avec mes marins, qui étaient sans contredit les meilleurs soldats de la division de Georges, et nous y restâmes jusqu'à ce que toute l'armée eût exécuté son mouvement de retraite sur la presqu'île de Quiberon, et que les troupes républicaines fussent déjà en vue; mon colonel (Georges Cadoudal) m'ordonna alors de me tenir à l'arrière-garde et de protéger les habitants qui, de plus de trente paroisses, fuyaient devant les Bleus. La mer était basse, et l'anse de Plouharnel était encombrée de femmes portant ou traînant leurs enfants, de charrettes chargées de tout ce que l'on avait eu le temps d'y mettre en grains ou linge, d'hommes poussant leur bétail devant eux et réclamant à grand cris notre secours pour les préserver de la fureur de l'ennemi, qui tirait sur eux et avait même déjà arrêté plusieurs charrettes. Beaucoup de ces gens étaient de nos parents, de nos amis ou de notre connaissance, et, au lieu de suivre l'armée, nous nous mîmes en devoir de les défendre et nous repoussâmes les Bleus jusqu'en dehors de l'anse et les y arrêtâmes jusqu'à ce que la mer eût assez monté pour les empêcher de passer. Le bataillon d'Auray, logé au château de Kergonan, ayant été prévenu trop tard, allait être coupé dans sa retraite et se dirigeait au pas accéléré vers la chaussée du moulin; mais cette chaussée coupée précédemment par la mer était devenue impraticable, il fallait du temps pour combler la brèche, et les républicains avançaient toujours. M.Glain, notaire à Auray, qui commandait ce bataillon, me faisait signe de l'attendre et je m'arrêtai : je ralliais ma troupe quand Georges vint, de la part du général, me dire qu'il fallait suivre l'armée et ne pas s'arrêter ainsi. Mais, quand je lui eus expliqué les dangers que couraient les hommes et les femmes qui étaient en arrière et qui nous avaient rendu tant de services auparavant, il n'insista pas et retourna auprès du général. À l'instant arriva Tinténiac, au grand galop, qui m'ordonna de suivre. J'eus beau lui parler de ceux qui étaient encore en arrière, il ne voulut pas entendre raison, et s'en retourna mécontent. C'est à ce moment, et seulement alors, que j'aperçus ma mère, ayant ses sabots à la main, et qui depuis deux heures me suivait dans tous mes mouvements, sans que je la remarquasse, tant ma préoccupation était grande. Le bataillon d'Auray une fois dégagée, nous continuâmes toute la journée à tirailler avec les Bleus, et nous n'entrâmes dans le fort qu'au coucher du soleil. Cette journée passée sans boire ni manger avait été si fatigante, que je ne pus suivre ma compagnie qu'on fit bivouaquer toute la nuit dans la falaise. » — Mémoires de Jean Rohu |